# Tsuchiura

Tsuchiura (土浦市 Tsuchiura-shi?) este un municipiu din Japonia, prefectura Ibaraki.